# Hungry Horse
Hungry Horse é uma Região censo-designada localizada no estado americano de Montana, no Condado de Flathead.

## Demografia
Segundo o censo americano de 2000, a sua população era de 934 habitantes.

## Geografia
De acordo com o United States Census Bureau tem uma área de
4,8 km², dos quais 4,8 km² cobertos por terra e 0,0 km² cobertos por água. Hungry Horse localiza-se a aproximadamente 945 m acima do nível do mar.

## Localidades na vizinhança
O diagrama seguinte representa as localidades num raio de 24 km ao redor de Hungry Horse.